# Айни
Айни  (от руски Айны, по английската Система на Хепбърн Ainu, Айну) е названието на най-голямото етническо малцинство в Япония, наброяващо около 25 000 души според последни данни. Много от тях живеят на остров Хокайдо, в руската територия Курили или на о. Сахалин и други.
Характерни за айните са светлата кожа, по-високият среден ръст, както и европеидните черти. Те се смятат за едни от първите заселници на Японските острови, за произхода им съществуват различни теории и предположения – според някои са дошли от Сибир, според други – от Тихоокеанския регион. Постепенно са изтласкани на север от етническите японци, чиито названия за тях, освен айни са и ебису, емису и едзо (Едзо е старото име на остров Хокайдо).

## Култура и традиции
Културата и традициите на айните са силно повлияни и смесени с японските, но не е известно доколко, предвид липсата на собствена писмена система и отмирането на айнския език, заменен с японски или руски. Записването на устното им народно творчество, като предания, легенди, песни и приказки започва едва в към края на 20. век. Характерни за техните изкуства са изработката на каменни статуи, както и на платове със самобитни геометрични мотиви. Ловът на мечки играе особена роля в културата им, защото тяхната религия е анимистична и мечката заема централно място в нея. Постепенно възприемат земеделието и други поминъци, но традиционните им са ловът и събирателството.